# 불멸의 연인 (영화)
《불멸의 연인》(영어: Immortal Beloved)은 1994년에 개봉한, 작곡가 루드비히 판 베토벤의 사랑에 대해 각색한 전기 영화이다.

## 한국어 더빙 성우진(MBC)
- 장광 - 베토벤 (게리 올드만)
- 엄현정 - 안나 마리 (이사벨라 로셀리니)
- 박영희 - 요한나 (조한나 터 스티지)
- 황일청 - 쉰들러 (예로엔 크라베)
- 권혁수 - 캐스퍼 (크리스토퍼 풀포드)
- 박지훈 - 요한 (제라드 오런)
- 김영선 - 칼 (마르코 호프슈나이더)
- 한수림 - 줄리아 (발레리아 골리노)
- 윤성혜
- 장성호
- 정남
- 김용준
- 송준석